# Oplopomops
Oplopomops is een monotypisch geslacht van straalvinnige vissen uit de familie van grondels (Gobiidae). Het geslacht is voor het eerst wetenschappelijk beschreven in 1959 door Smith.

## Soort
- Oplopomops diacanthus (Schultz, 1943)